# Sh2-126
Sh2-126 est une nébuleuse en émission visible dans la constellation du Lézard. Elle est identifiée dans la partie sud de la constellation, à environ 1° à l'ouest de l'étoile 10 Lacertae, une étoile bleue de la séquence principale de classe spectrale O9V. Elle a l'apparence d'un filament ténu orienté dans une direction nord-est-sud-ouest, invisible par simple observation avec des instruments amateurs en raison de sa faiblesse. La période la plus propice à son observation dans le ciel du soir se situe entre août et janvier, en particulier pour les régions situées dans l'hémisphère nord.
Sh2-126 constitue le filament nébuleux le plus brillant du complexe nuageux dispersé associé à Lacerta OB1, une association OB située à environ 370 pc (∼1 210 al), à une latitude galactique assez élevée. La source de l'ionisation de ses gaz est le rayonnement ultraviolet intense de l'étoile 10 Lacertae, l'étoile dominante de l'association à laquelle elle appartient. Près de ce nuage se trouve le long filament catalogué comme LBN 437, associé à un groupe d'étoiles de pré-séquence principale et d'étoiles Ae/Be de Herbig,.